# Diélectrique high-k

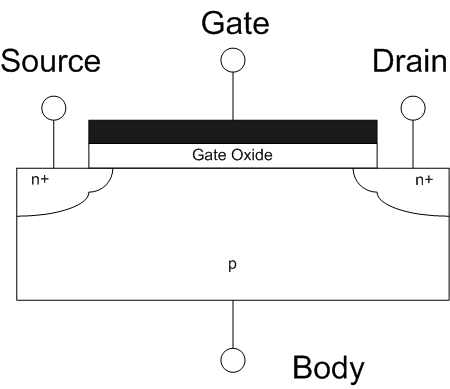
Schéma d'un transistor MOSFET.

Un diélectrique high-κ (high-κ dielectric) est un matériau avec une constante diélectrique κ élevée (comparée à celle du dioxyde de silicium) utilisé dans la fabrication de composants semi-conducteur en remplacement de l'oxyde de grille habituellement en dioxyde de silicium. L'utilisation de ce type de matériau constitue l'une des stratégies de développement permettant la miniaturisation des composés en microélectronique, afin de permettre de continuer à suivre la  Loi de Moore. 

## Besoin en matériaux high-κ
Le dioxyde de silicium est utilisé dans le cadre des transistor à effet de champ à grille métal-oxyde (MOSFET) comme oxyde de grille depuis des décennies, de par sa constante diélectrique relativement élevée (bon isolant) et par la facilité de production (par  simple oxydation d'une couche superficielle du silicium, matériau constituant la structure de base du transistor).  
Afin de miniaturiser toujours plus les composés électroniques et d'accroître par la même leurs performances, les dimensions des transistors ont aussi été réduites, y compris l'épaisseur de la grille en dioxyde de silicium, ce qui augmente en même temps sa capacité électrique. Or, en dessous d'une épaisseur de 2 nm, les courants de fuite par effet tunnel augmentent drastiquement, augmentant la consommation en énergie du composant et en réduisant sa fiabilité. L'idée est alors de remplacer le dioxyde de silicium de la grille par un diélectrique avec une constante diélectrique κ plus élevée, un matériau high-κ, permettant d'augmenter la capacité de la grille sans les effets de fuite.

## Matériaux et procédés
Remplacer le dioxyde de silicium par un autre matériau ajoute de la complexité au procédé de fabrication du composé. En effet, le dioxyde de silicium peut être facilement formé par oxydation thermique de la couche inférieure de silicium, créant une couche d'oxyde uniforme avec une interface de haute qualité. Ainsi, les efforts de développement se sont portés sur la recherche d'un matériau avec une constante diélectrique élevée pouvant s'intégrer facilement dans le procédé de fabrication. D'autres points-clé sont l'alignement de la bande sur celle du silicium, la morphologie du film, sa stabilité thermique, la conservation d'une haute mobilité des porteurs dans le canal, et la minimisation des défauts électriques à l'interface. Les matériaux ayant retenu l'attention des chercheurs sont le siliciure d'hafnium, le siliciure de zirconium, le dioxyde d'hafnium et le dioxyde de zirconium déposés en général par Atomic Layer Deposition.